# Орлов, Алексей Маратович
Алексе́й Мара́тович Орло́в (род. 9 октября 1961, Элиста, Калмыцкая АССР, РСФСР, СССР) — российский государственный и политический деятель. Сенатор Российской Федерации — представитель от исполнительной власти Республики Калмыкия с 23 октября 2019. В Совете Федерации вошёл в состав Комитета по международным делам.
Глава Республики Калмыкия с 24 октября 2010 по 20 марта 2019 (врио 6 мая — 23 сентября 2014).
Из-за поддержки нарушения территориальной целостности Украины во время российско-украинской войны находится под персональными международными санкциями  Евросоюза, США, Великобритании и ряда других стран.

## Биография
Родился 9 октября 1961 в Элисте, в семье Марата и Светланы Орловых. По национальности — калмык.

### Образование
1978—1984 — окончил Московский государственный институт международных отношений МИД СССР. Специальность — специалист по международным отношениям. Владеет английским, индонезийским и малайским языками.

### Трудовая деятельность
- 1984—1985 — старший инспектор объединения, старший инспектор конторы в/о «Сельхозпродэкспорт» (г. Москва).
- 1986—1989 — слесарь-сантехник Московского опытного завода «Агрегат» (г. Москва).
- 1989—1991 — заведующий отделом, начальник отдела Профсоюзного центра обслуживания МИД СССР.
- 1991—1994 — генеральный директор советско-югославского (российско-югославского) СП «Сов-Юг».
- 1994—1995 — заместитель генерального директора АОЗТ «Поиск».
- 1995 — генеральный директор совместного российско-итальянского АОЗТ «МАГ».
- 1995—2003 — заместитель Председателя Правительства Республики Калмыкия, Постоянный Представитель Республики Калмыкия при Президенте Российской Федерации[5].
- 2003—2010 — Первый заместитель Председателя Правительства Республики Калмыкия, Постоянный Представитель Республики Калмыкия при Президенте Российской Федерации[6].

### Глава Республики Калмыкия
21 сентября 2010 президент Российской Федерации Дмитрий Медведев внёс на рассмотрение Народного Хурала (парламента) Республики Калмыкии кандидатуру Орлова на пост главы региона.
28 сентября 2010 утверждён Народным Хуралом Калмыкии на пост главы Калмыкии.
24 октября 2010 вступил в должность главы Республики Калмыкия (1-й срок).
С 5 июля 2011 по 4 января 2012, с 3 октября 2013 по 9 апреля 2014 и с 26 мая по 22 ноября 2017 — член президиума Государственного совета Российской Федерации.
Согласно результатам исследования «дружественной политики» губернаторов России к предпринимателям, проведённого в 2012 году, Алексей Орлов занял предпоследнее 82-е место.
6 мая 2014 подал заявление о досрочном прекращении полномочий для участия в выборах, в связи с чем был назначен временно исполняющим обязанности Главы Республики Калмыкии до вступления в должность лица, избранного Главой Республики Калмыкия.
14 сентября 2014 состоялись выборы главы Республики Калмыкия. Алексей Орлов был избран Главой Республики Калмыкия.
20 марта 2019 добровольно ушёл в отставку до истечения срока полномочий.

### Член Совета Федерации
23 октября 2019 Глава Калмыкии Бату Хасиков подписал указ о назначении представителем исполнительной власти республики в Совете федерации своего предшественника в должности руководителя региона Алексея Орлова.

## Награды
- Орден Дружбы
- Орден «Аль-Фахр» II степени
- Орден Святой Анны и медаль в честь 400-летия дома Романовых (21 сентября 2016)[21]

## Семья
Мать, Орлова Светлана Алексеевна, — совладелец ООО «Элиста-Алкоголь» (алкогольный бизнес), ранее возглавляла ЗАО «Калмойл» (сеть автозаправочных станций), ЗАО «Калмыцкий оптовый рынок» и ЗАО «ЮГ-Миниойл-Калмыкия».
Женат. Супруга.

## Общественная деятельность
Возглавлял совет директоров футбольного клуба «Уралан» и Всемирный шахматный фонд.

## Увлечения
Любит читать, смотреть кино. В детстве увлекался книгами о путешествиях, путешественниках и первооткрывателях. Любит рыбалку, охоту. Увлекается автоспортом.